# Nightmare at 20,000 Feet
Nightmare at 20,000 Feet este episodul 123 al serialului american Zona crepusculară, influențat de scurta povestire publicată sub același nume de Richard Matheson în Alone by Night (1961). A fost difuzat pe 11 octombrie 1963 și este unul dintre cele mai cunoscute episoade ale serialului. Este povestea unui pasager care, aflat la bordul unui avion, observă o creatură hidoasă hoinărind pe aripa avionului în timpul zborului.
În 2019, Keith Phipps de la revista Vulture⁠(d) a declarat că episodul reprezintă o metaforă potrivită pentru frica de zbor, devenind influent în cultura populară. Acesta este primul dintre cele șase episoade care au fost regizare de Richard Donner.

## Prezentare

### Introducere
| “ | Portretul unui om cuprins de frică: domnul Robert Wilson, în vârstă de treizeci și șapte de ani, soț, tată și vânzător în concediu medical. Domnul Wilson tocmai a fost externat dintr-un sanatoriu, unde și-a petrecut ultimele șase luni în vederea recuperării după o cădere nervoasă manifestată într-o seară nu foarte diferită de această, într-un avion asemănător cu cel în care domnul Wilson este pe cale să zboare spre casă - diferența este că, în acea seară de acum jumătate de an, călătoria domnului Wilson a fost încheiată de progresul căderii sale mentale. În această seară, călătorește până la destinația sa stabilită care, în ciuda planului domnului Wilson, se întâmplă să fie cel mai obscur colț al Zonei crepusculare. | ” |

### Intriga
În timpul unei călătorii cu avionul, Robert Wilson (William Shatner) vede un gremlin⁠(d) (Nick Cravat⁠(d)) pe aripă. Îngrijorat, acesta menționează situația soției sale Julia (Christine White⁠(d)) și stewardesei (Asa Maynor), însă de fiecare dată când altcineva privește pe fereastră, gremlinul se ascunde, iar Robert dă impresia că este nebun. Credibilitatea sa este pusă sub semnul întrebării când, pe lângă faptul că este singurul care vede creatura, se dezvăluie că este primul său zbor de la căderea nervoasă suferită cu șase luni înainte tot la bordul unui avion. Robert conștientizează că soția sa ia în considerare respitalizarea sa în sanatoriu, însă este mai îngrijorat de gremlinul care umblă la cablurile de sub capota unui motor, fapt care ar putea cauza prăbușirea aeronavei.
Deranjați de încercările sale repetate de a le atrage atenția cu privire la creatura de pe aripă, inginerul de zbor⁠(d) (Edward Kemmer⁠(d)) evaluează situația, iar stewardesa îi oferă lui Robert un sedativ pentru a-l împiedica să tulbure liniștea în avion. Acesta se preface că și-l administrează, însă nu îl înghite. În următorul moment, fură revolverul unui polițist adormit, își pune centura pentru a nu fi tras în afara avionului⁠(d) și deschide ieșirea de urgență pentru a împușca gremlinul.
După aterizare, toată lumea este convinsă că Robert a înnebunit. Pus într-o cămașă de forță⁠(d), iar apoi pe targă, Robert îi spune soției sale că este singurul care știe ce s-a întâmplat cu adevărat în timpul zborului. Cu toate acestea, scena finală dezvăluie daunele vizibile la unul dintre motoarele aeronavei, confirmând că Robert a avut dreptate.

### Concluzie
| “ | Călătoria domnului Robert Wilson s-a încheiat, fiind nu numai o deplasare din punctul A în punctul B, ci și o teamă de căderi mentale repetate. Domnul Wilson a scăpat de această teamă... deși, pentru moment, este, după cum el însuși a declarat, singurul convins. | ” |

## Distribuție
- William Shatner - Bob Wilson
- Christine White - Julia Wilson
- Edward Kemmer - inginerul de zbor
- Asa Maynor - stewardesa Betty Crosby
- Nick Cravat - gremlin (necreditat)

William Shatner și Christine White au apărut fiecare într-un episod anterior al serialului. Shatner a jucat în „Nick of Time⁠(d)” (octombrie 1960), iar White a avut rolul principal feminin în „The Prime Mover” (martie 1961).